# Aspergillus maritimus
Aspergillus maritimus är en svampart som beskrevs av Samson & W. Gams 1986. Aspergillus maritimus ingår i släktet Aspergillus och familjen Trichocomaceae.   Inga underarter finns listade i Catalogue of Life.